# 마다바 지도

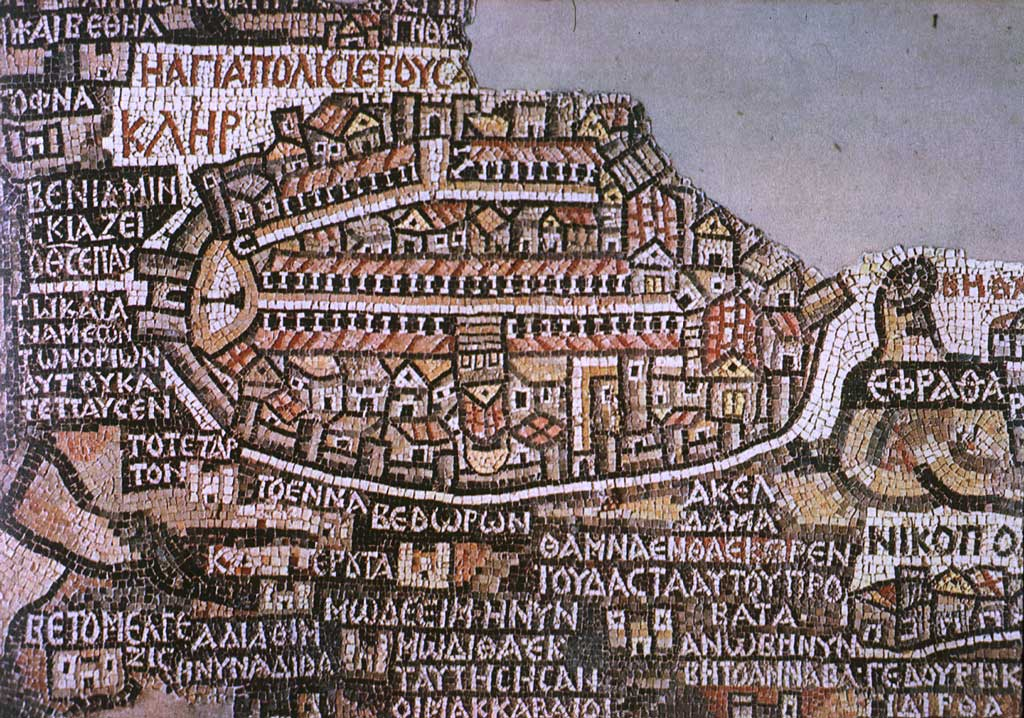

마다바 지도(Madaba Map, Madaba Mosaic Map)는 비잔틴 시대의 지도 중 현존하는 가장 크고 세밀한 지도다. 이 지도는 542년부터 유스티니아누스 황제 사망 23년 후까지 요르단의 마다바에 있는 성 조지 그리스 정교 성당에서 만들어졌다. 1884년 재발견되어 일부만이 남았다. 원본 모자이크의 크기는 24×6m 정도일 것으로 추측되는데, 성당 신도석의 폭 전체에 해당하는 길이이다. 또한 이 모자이크 지도를 완성하는 데 2백만 개 이상의 테세라(모자이크 타일)이 들었을 것으로 추정된다

## 묘사
이 지도 제작자의 의도는 성지 전체를 한 지도에 담는 것이었다. 이것은 지도의 지리적 범위가 지중해에서 동쪽으로는 요르단 강까지, 북쪽으로는 시리아에서 이집트의 나일 삼각주까지 뻗어 있다는 점을 암시한다. 지도에는 색상이 많이 사용되었다. 주를 이루는 두 가지 색상 중 하나는 녹청색으로 산을 표현했고, 또 하나는 빨간색으로 도시의 건물들을 표현했다. 이 지도의 전체적인 구조는 평면도이지만, 강, 호수, 사막, 오아시스, 도시 촌락 등은 모두 회화적으로 아름답게 표현되어 있다. 심지어 강을 횡단하는 연락선도 있다.
예루살렘은 타원 모양의 성곽 도시로 그려졌고, 확인되는 지물로 성묘 교회, 신성모 교회, 다마스쿠스 문 공공 목용탕이 있다. 예루살렘의 크기가 의도적으로 과장된 점은 예루살렘이 그리스도교인들에게 영적 세계의 중심이라는 점을 분명히 표현한 것이다.

마다바 지도
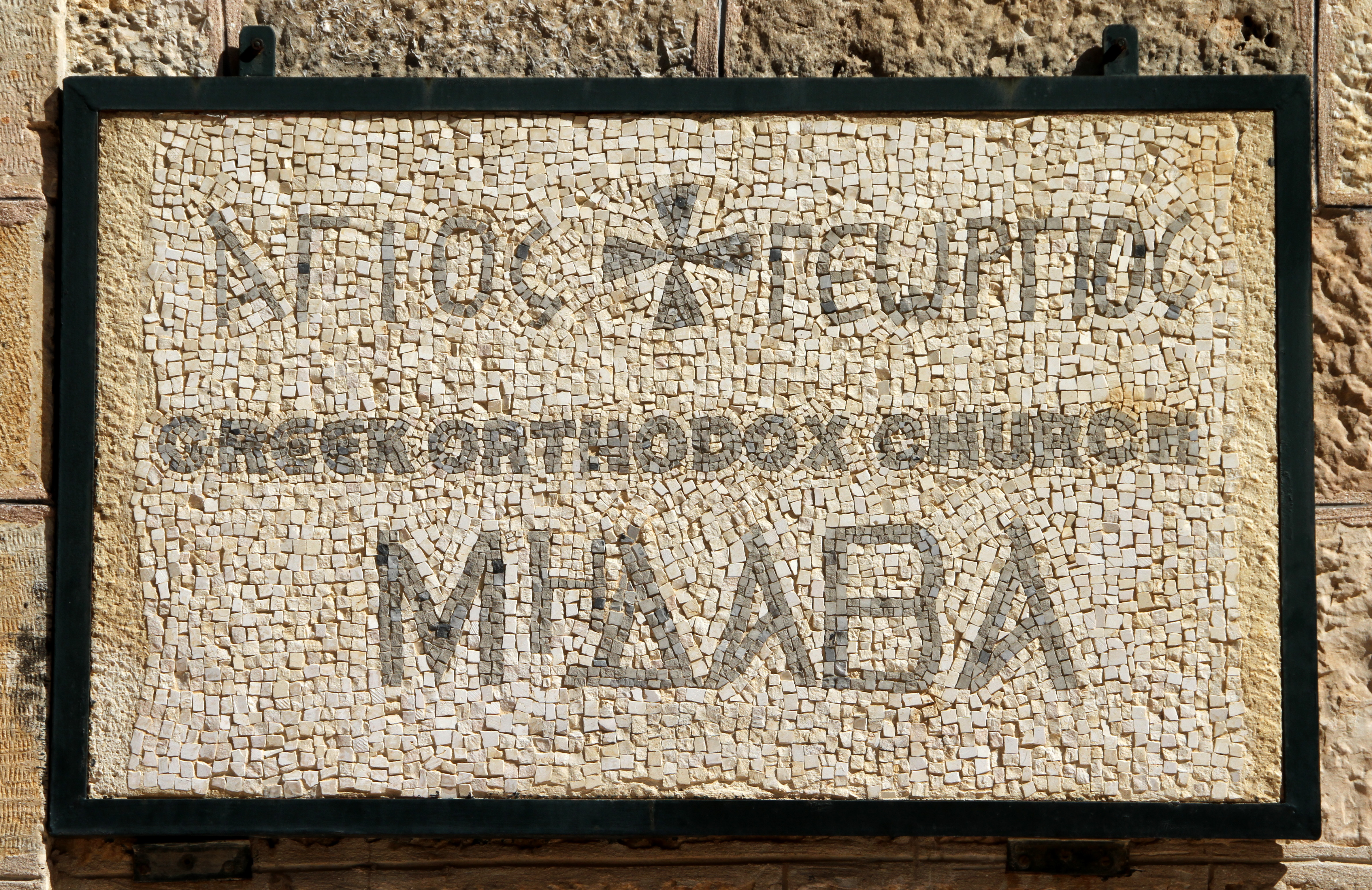
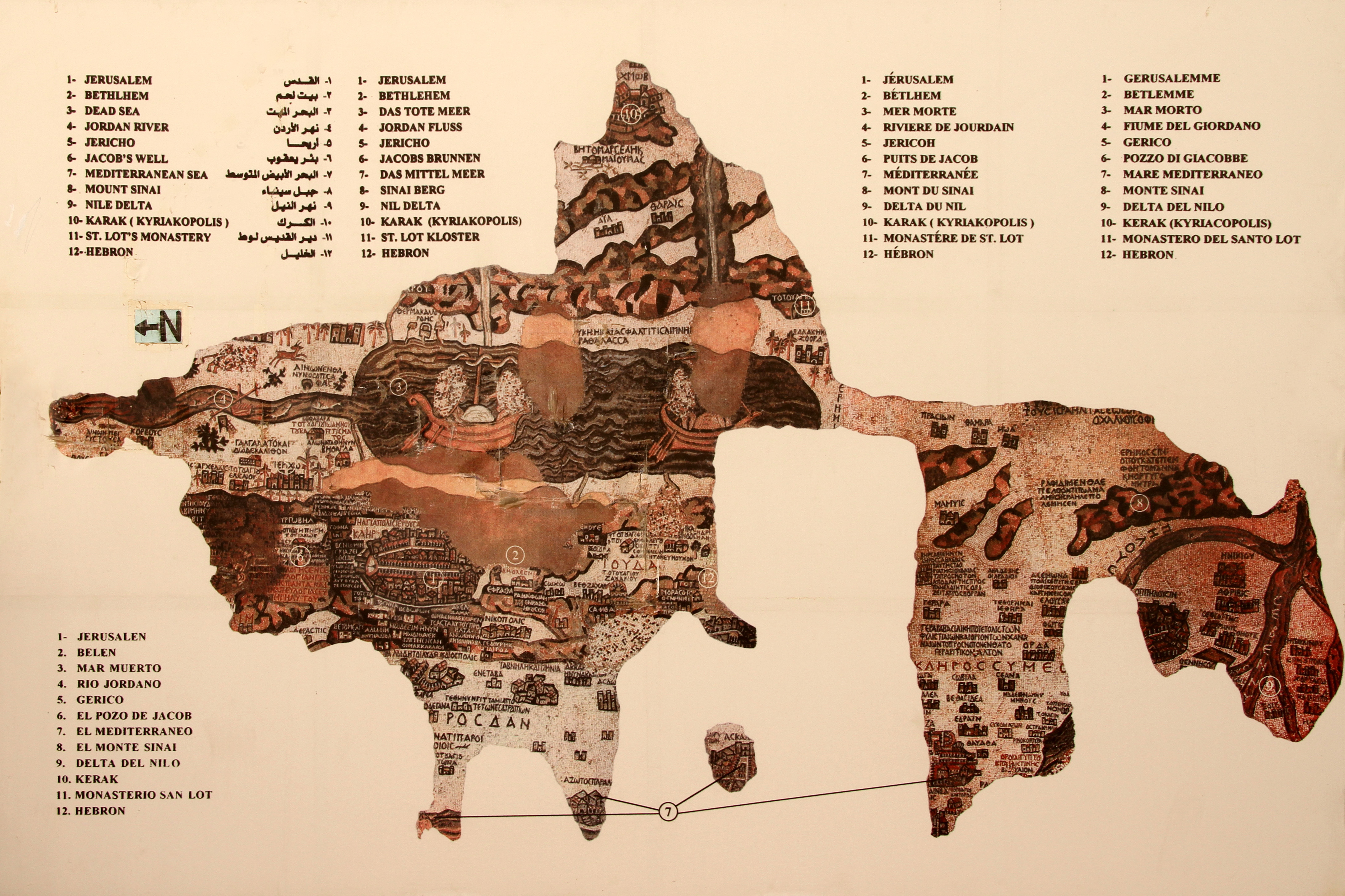
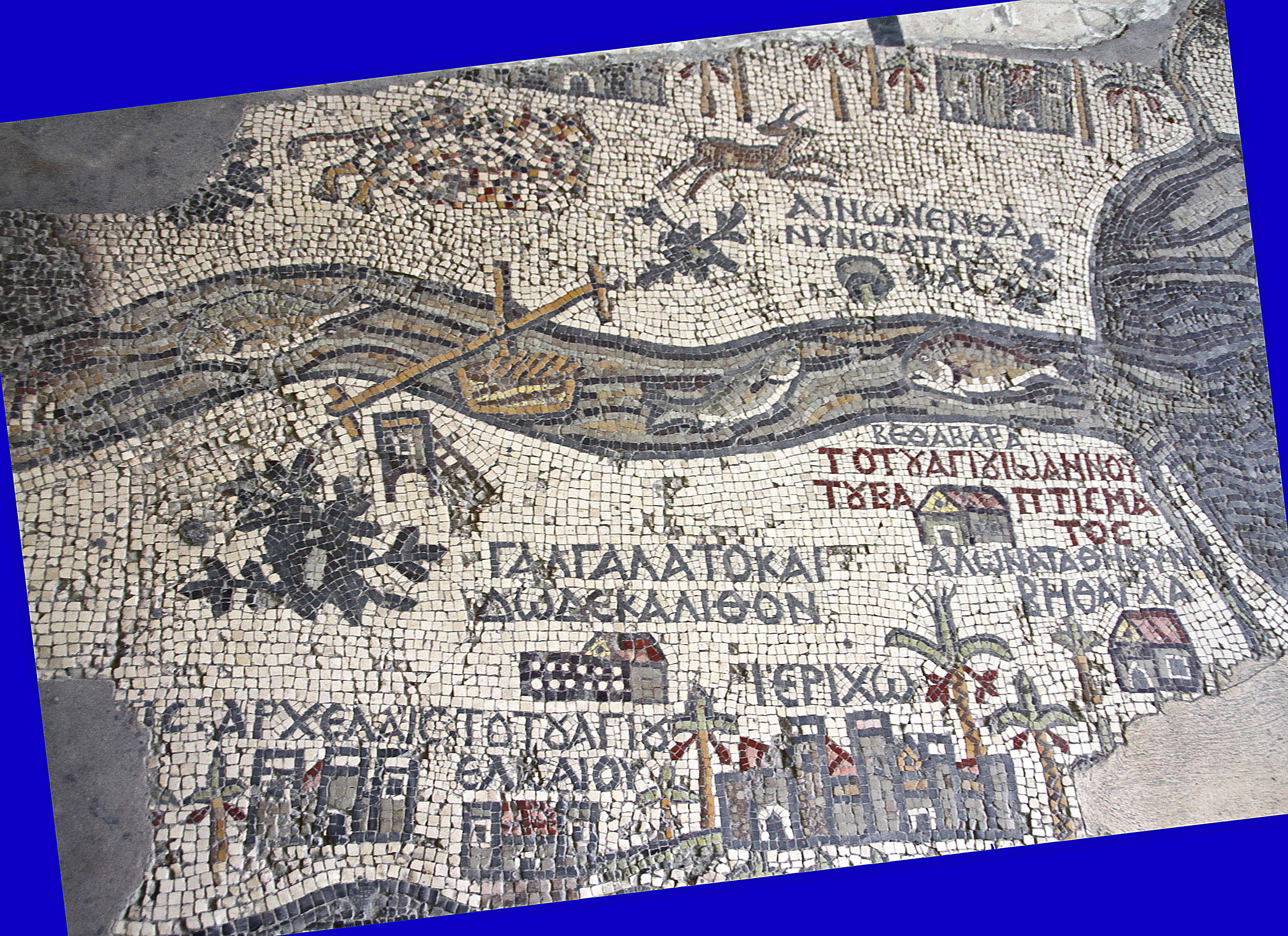
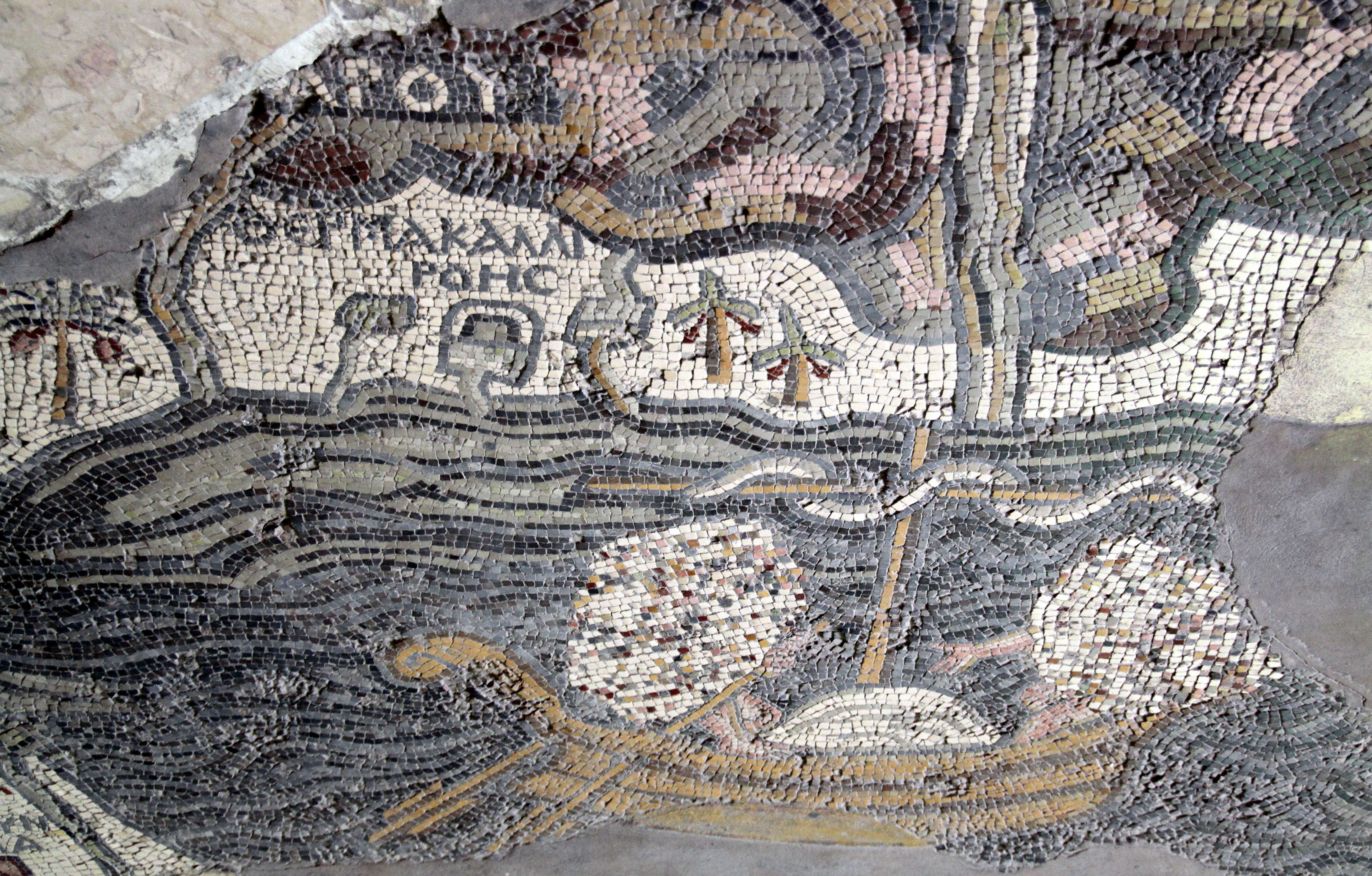
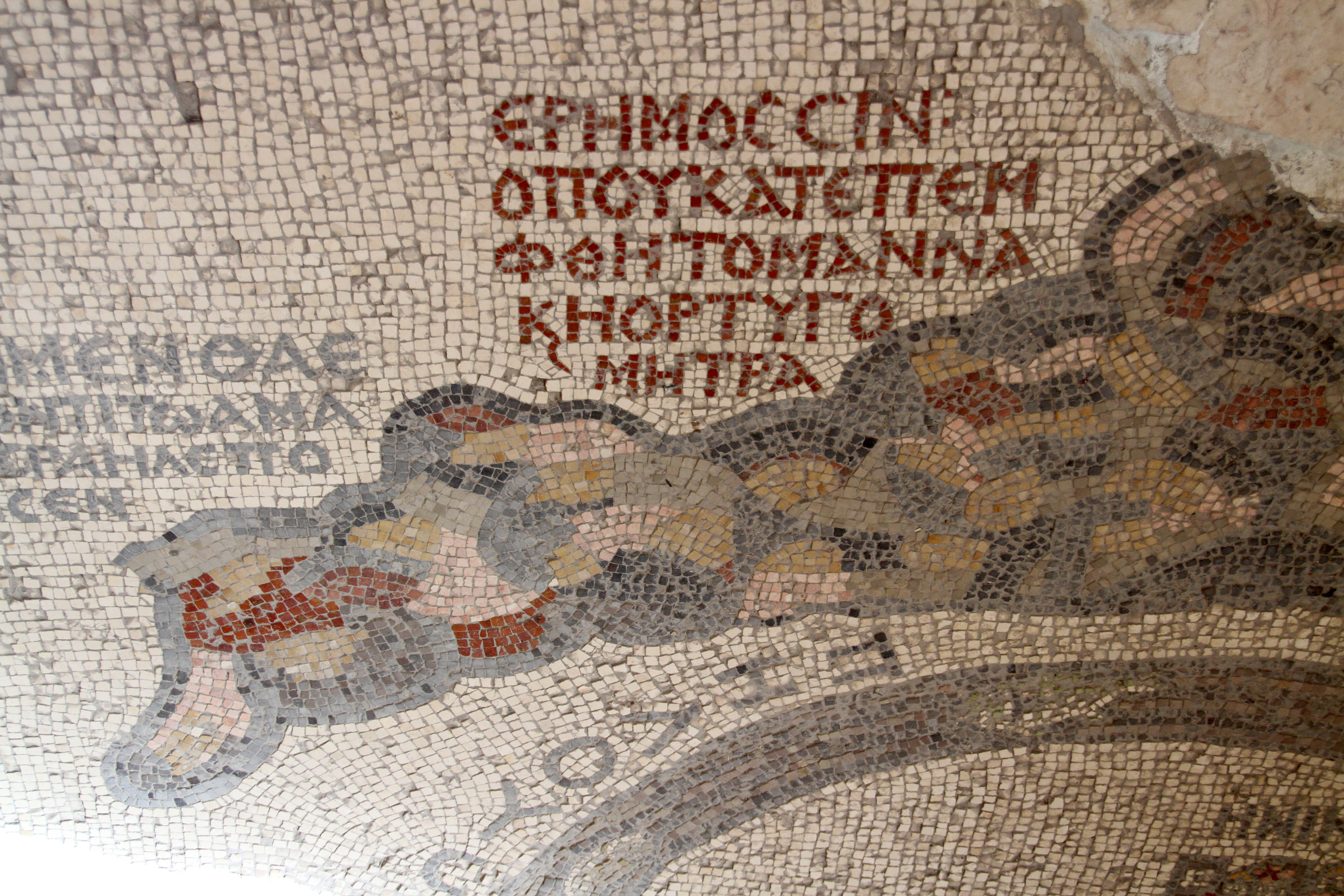
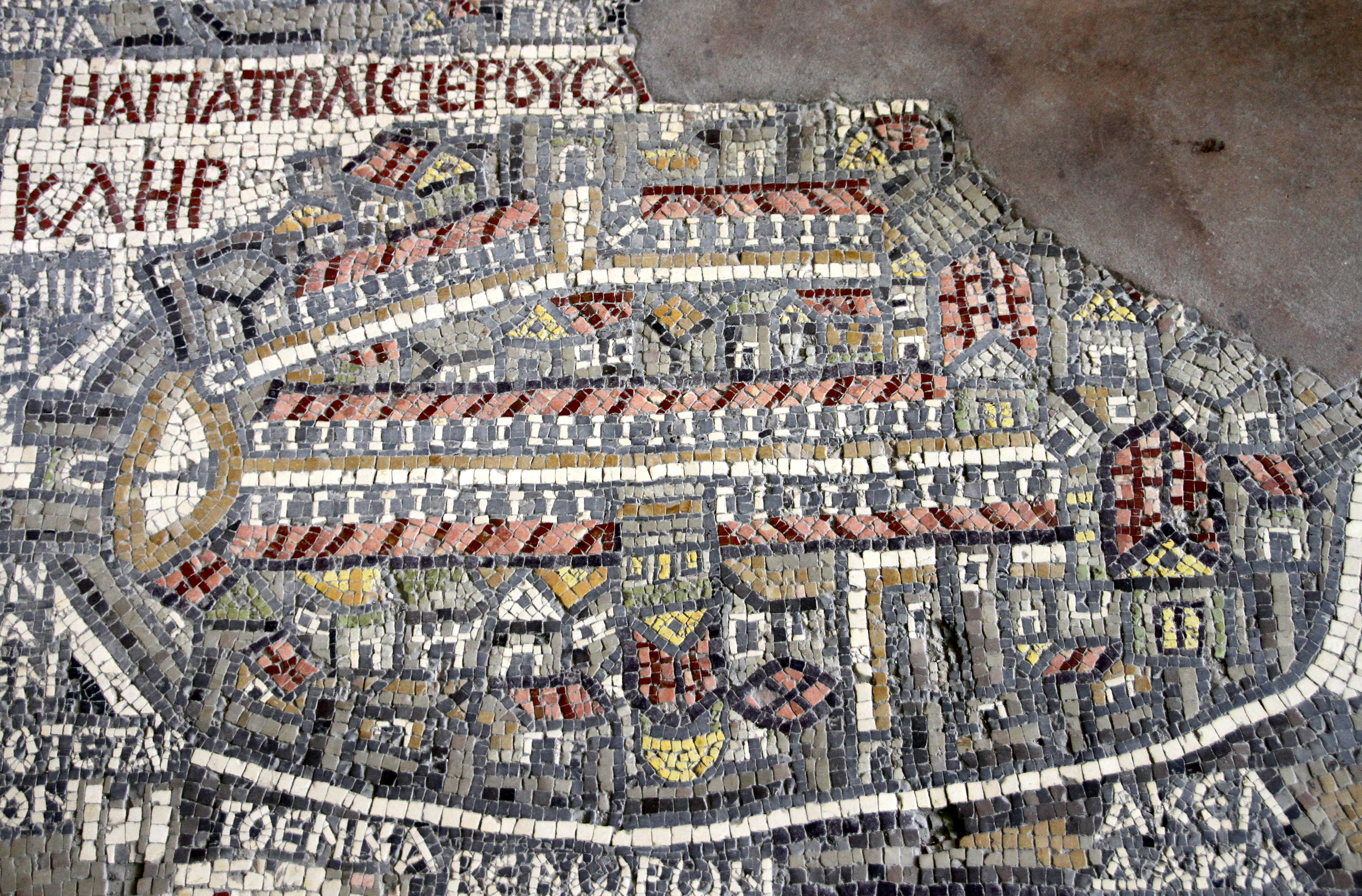

## 같이 보기
- 유세비우스
- 히에로니무스

## 참고 문헌
- 하우드, 제러미 (2014). 《To the Ends of the Earth》 [지구 끝까지 - 세상을 바꾼 100장의 지도]. 푸른길. ISBN 978-89-6291-246-3.